# Schlacht bei Zehden

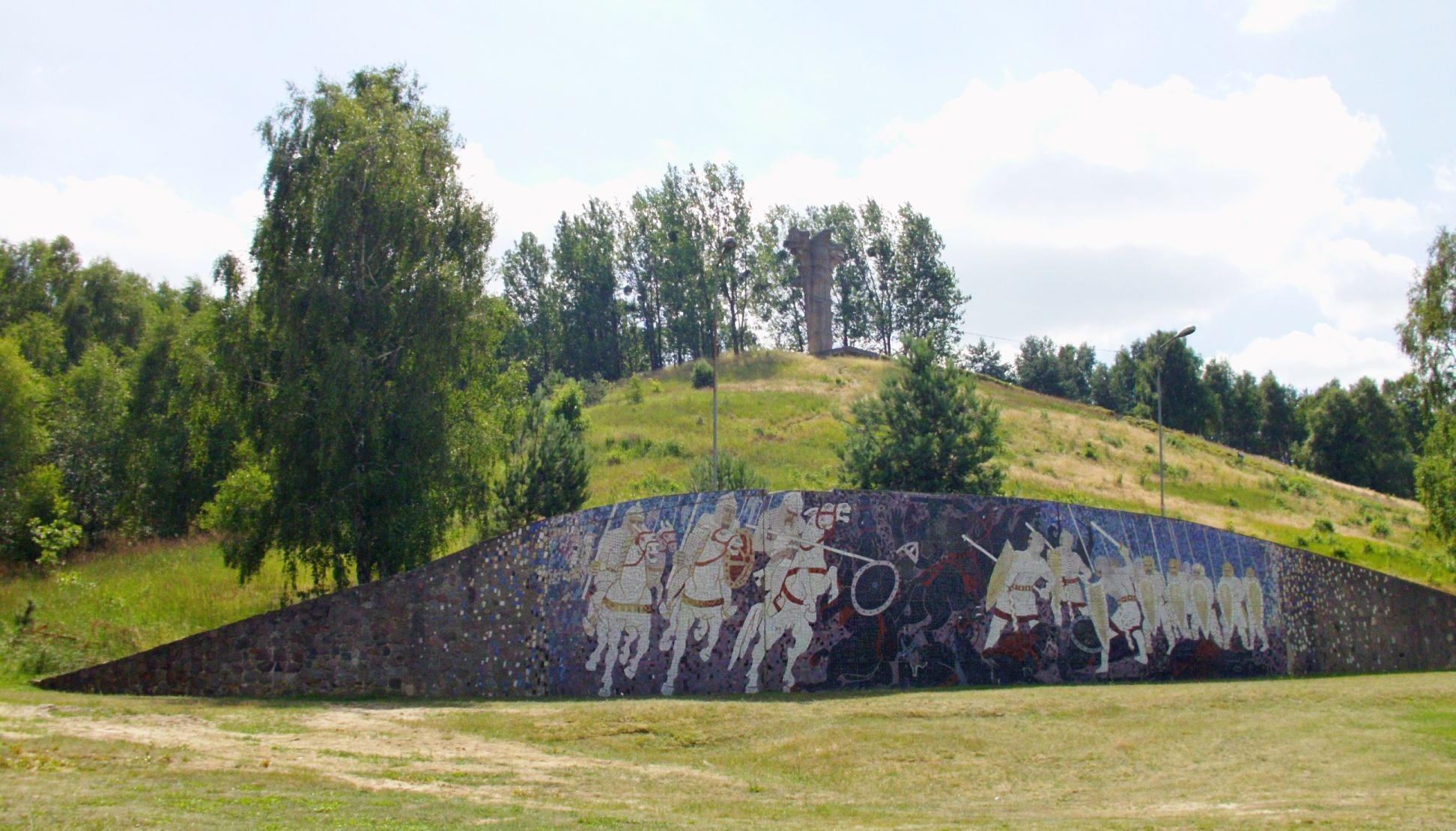
Denkmal für die Schlacht bei Cedynia / Zehden, errichtet 1972

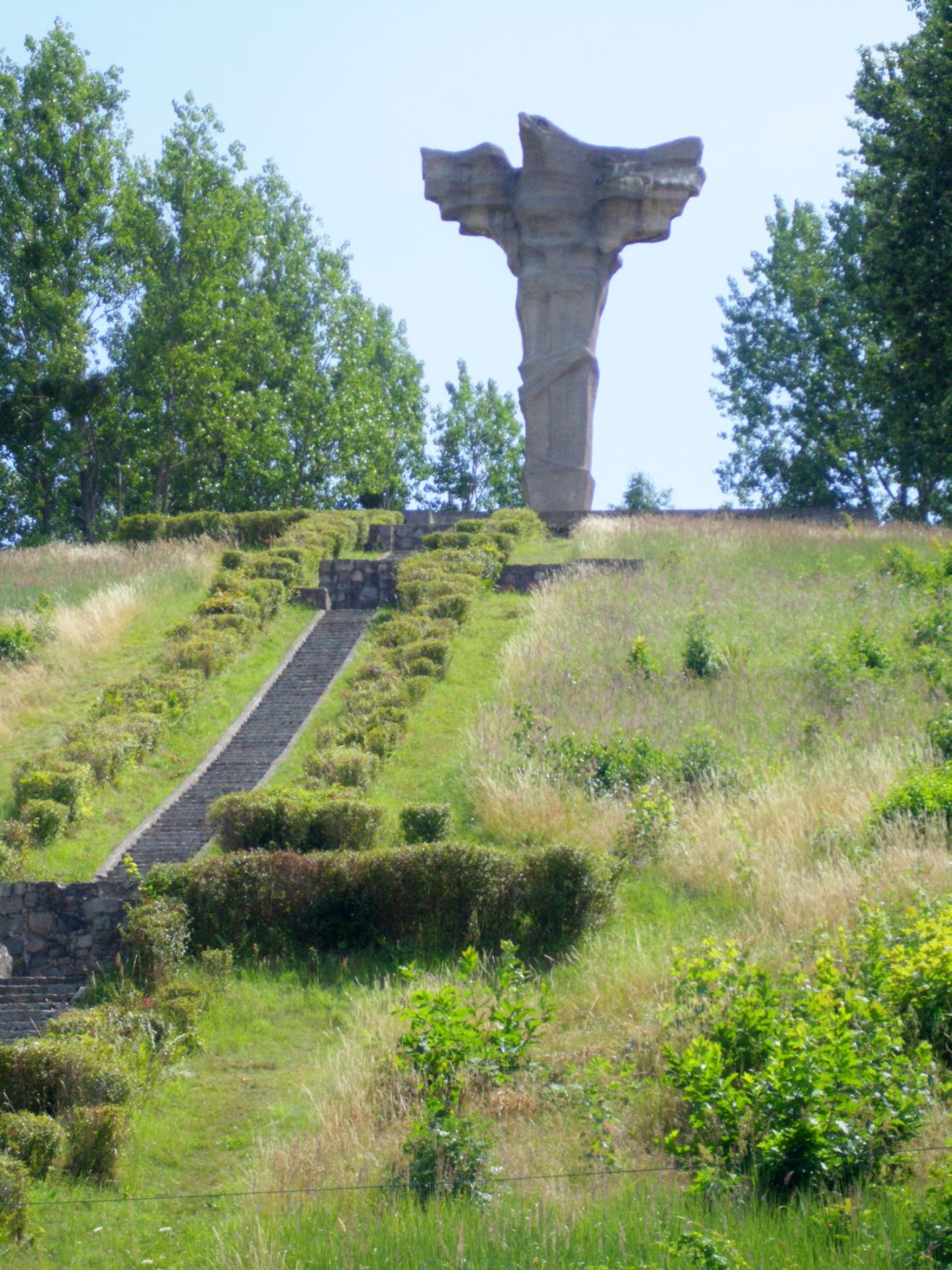
Polnischer Adler auf dem Czcibor-Berg des Denkmals für die Schlacht bei Cedynia /Zehden

Die Schlacht bei Zehden fand am 24. Juni 972 zwischen Herzog Mieszko I. von Polen und den vom Kaiser Otto I. eingesetzten Markgraf Hodo I. von der Mark Lausitz statt. Die Lokalisierung der Schlacht ist unter Historikern umstritten; am häufigsten werden Cedynia und Zehdenick vermutet.

## Hintergrund
Seit unter Karl dem Großen († 814) im Rahmen der Christianisierung der Herrschaftsanspruch des Fränkisch-Römischen Reichs bis zur Elbe ausgedehnt worden war, wurden elbslawische Landesfürsten gegenüber dem Kaiser als tributpflichtig angesehen. Sie erschienen auch auf den Reichstagen.
Im 10. Jahrhundert war Markgraf Hodo verantwortlich für das Eintreiben des Tributes, den Kaiser Otto I. von Mieszko I. und den verschiedenen slawischen Stämmen östlich der Elbe verlangen konnte. Nach der Teilung der großen Sächsischen Ostmark, die erst nach dem Abschluss der Eroberung des elbslawischen Gebiets durch Markgraf Gero 937 entstand, zersplitterte sich das Gebiet zwischen der Elbe und Oder ab 966 territorial in einzelne kleinere Grenzmarken.
Die genaueren Hintergründe für den Ausbruch der Fehde und die eigentliche Ursache für Hodos Feldzug gegen Mieszko I. sind nicht überliefert. Spekulation ist, dass Mieszko die Schwäche der Sachsen an ihrer Ostflanke ausnutzen wollte und beabsichtigte, das ökonomisch wichtige Gebiet um die Oder bis Pommern mit dem damals bedeutenden Handelszentrum Wolin zu erobern und sich damit auch Zugang zur Ostsee zu verschaffen. Der Chronist Thietmar von Merseburg sah eine der Hauptursachen für den Ausbruch des Zwists darin, dass Mieszko I. sich gegenüber den Markgrafen mehr persönlichen Respekt verschaffen wollte, da diese ihm auf den Reichstagen mit Hochmut begegneten: So wagte Mieszko es nicht, in seinem Pelz vor Markgraf Hodo zu erscheinen oder sich niederzusetzen, wenn dieser stand.
Im Kampf gegen die Polanen stand Siegfried, Graf zu Walbeck und im Möckerngau, dem Markgrafen Hodo militärisch bei.

## Verlauf
Zeitgenössische Nachrichten über Ursachen und Verlauf der Schlacht sind nicht überliefert. Thietmar von Merseburg berichtet in seiner um das Jahr 1018 entstandenen Chronik, Hodo habe Mieszko angegriffen, obwohl dieser Kaiser Otto II. für das Gebiet bis an die Vurta – möglicherweise die Warthe – Tribute entrichtete. Der Angriff sei „mit Heeresmacht“ erfolgt. Unterstützung habe Hodo ausschließlich von Thietmars Vater, dem Grafen Siegfried von Walbeck, und dessen Männern erhalten. Am 24. Juni sei es bei Cidini zur Schlacht gekommen, in der erst Hodo und Siegfried die Oberhand erlangten, ehe ein Heer der Piasten unter der Führung von Mieszkos Bruder Cidebur die besten Kämpfer Hodos und Siegfrieds erschlug. Angeblich sollen auch nur diese beiden entkommen sein. Als der Kaiser von der Auseinandersetzung erfuhr, drohte er Hodo und Mieszko mit dem Entzug seiner Gnade, falls sie ihre Kämpfe fortsetzen sollten und lud sie vor.
Auf Befehl des Kaisers hatte Mieszko 973 auf dem Reichstag zu Quedlinburg zu erscheinen. Dort stiftete der Kaiser zwischen den verfeindeten Parteien Frieden. Mieszko hatte allerdings seinen Sohn Bolesław als Geisel zur Sicherung des Friedens zu stellen.
Um das Jahr 1115 berichtet auch der Chronist Gallus Anonymus in seiner Chronik von der Schlacht bei Zehden. Damit will er den Zeitgenossen des 12. Jahrhunderts zeigen, welch herrliche Taten die Piasten erbracht haben.

## Gegenwartsbezug
Nachdem die Stadt Zehden (als Cidini angenommen) 1945 von der Roten Armee erobert worden war, benannte die polnische Administration den Ort in Cedynia um. 1972 wurde aus Anlass der 1000-Jahr-Feier der Schlacht ein Denkmal errichtet, das an die Schlacht von Zehden erinnern soll.